# Шоптиколь (Акмолинская область)
Шоптиколь (каз. Шөптікөл) — станция в Аршалынском районе Акмолинской области Казахстана. Входит в состав Ижевского сельского округа. Код КАТО — 113443200.

## География
Станция расположена возле одноименного озера, в центральной части района, на расстоянии примерно 12 километров (по прямой) к северо-западу от административного центра района — посёлка Аршалы, в 6 километрах к западу от административного центра сельского округа — села Ижевское.
Абсолютная высота — 441 метров над уровнем моря.
Ближайшие населённые пункты: село Ижевское — на востоке, посёлок Аршалы — на юго-востоке, село Акбулак — на юге, станция Бабатай — на северо-западе.
Через станцию проходят железная дорога «Астана — Караганда».

## Население
В 1989 году население станции составляло 161 человек (из них русские — 61%).

В 1999 году население станции составляло 125 человек (63 мужчины и 62 женщины). По данным переписи 2009 года, в станцие проживало 50 человек (25 мужчин и 25 женщин).
| Численность населения | Численность населения | Численность населения |
| 1989                  | 1999                  | 2009                  |
| --------------------- | --------------------- | --------------------- |
| 161                   | ↘125                  | ↘50                   |

## Улицы[5]
- ул. Абая
- ул. Сарыарка
- ул. Сейфуллина